# 神田駅 (長崎県)
神田駅（こうだえき）は、長崎県北松浦郡佐々町皆瀬免にある松浦鉄道西九州線の駅である。

## 歴史
- 1934年（昭和9年）2月11日：佐世保鉄道の神田停留所として開設[1]。
- 1936年（昭和11年）10月1日：国有化に伴い鉄道省に移管、同時に肥前神田駅（ひぜんこうだえき）に改称[1]。
- 1966年（昭和41年）10月1日：貨物取扱廃止[1]。
- 1970年（昭和45年）10月1日：荷物扱い廃止[1][2]。無人駅化[3]。
- 1987年（昭和62年）4月1日：国鉄分割民営化に伴い、JR九州松浦線の駅となる[1]。
- 1988年（昭和63年）4月1日：第三セクター松浦鉄道への転換に伴い、同社西九州線の駅となる[1]。同時に神田駅（こうだえき）に改称[1]。

## 駅構造

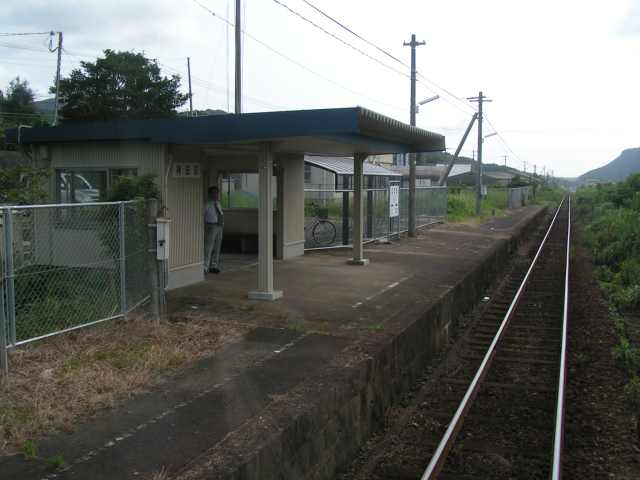
ホーム（2006年8月）

単式ホーム1面1線を有する地上駅である。無人駅で駅舎は待合室のみの簡易駅舎。
旧駅舎は1981年（昭和56年）に火災で焼失、地元の手でプレハブの待合室が建て直された。松浦鉄道転換後に再度改築されている。

## 利用状況
1日平均乗降人員は79人である（2017年度）

## 駅周辺
- 佐々神田保育園
- ナフコ佐々店
- 佐々松瀬郵便局
- 国道204号

## 隣の駅
松浦鉄道
■西九州線
吉井駅 - 神田駅 - 清峰高校前駅

### 「こうだ」と読む他の駅
- 幸田駅 - JR東海東海道本線の駅
- 高田駅 - JR九州長崎本線の駅